# دينجر كلوز غيمز
دينجر كلوز جيمز (بالإنجليزية: Danger Close Games)‏، والمعروفة سابقاً كـإي أيه لوس أنجلوس (بالإنجليزية: EA Los Angeles)‏، هي شركة أمريكية مطورة لألعاب الفيديو تابعة لـ إلكترونيك آرتس، تأسست عام 1995 .

## الألعاب
- ميدل أوف أونر
- ميدل أوف أونر: أندرغراوند
- ميدل أوف أونر: ألايد أسولت
- ميدل أوف أونر: رايزنغ سان
- سيد الخواتم: معركة الأرض الوسطى 2
- كوماند أند كونكر 3: تيبيريم وارز
- كوماند اند كونكر:غضب كين
- بووم بلوكس
- كوماند أند كنكر: ريد أليرت 3
- ميدل أوف أونر
- ميدل أوف أونر: وارفايتر